# Гербовник Анисима Титовича Князева
Гербо́вник Ани́сима Ти́товича Кня́зева — рукописный гербовник, составленный русским геральдистом и генеалогом Анисимом Князевым и носящим официальное название: Собрание фамильных гербов, означающих отличия благородных родов обширной Российской Империи: частно-снятое с печатей и приведенное в алфавитный порядок. В декабре 1786 года поднесён автором в дар императрице Екатерине II. Затем рукопись поступила в библиотеку князя Потёмкина, после смерти которого вместе с другими книгами, предназначенными для Екатеринославского университета, хранилась в Новороссийске в ведомстве приказа общественного призрения.
В 1798 библиотека передана в Казанскую гимназию, затем в Казанский университет.
Впоследствии утерян и обнаружен только в конце XIX в., историком А. И. Артемьевым. Рукопись сразу обратила на себя внимание специалистов. Известный историк Н. П. Барсуков на заседании Имперского общества любителей древней письменности 19 апреля 1887 г. дал гербовнику подробную характеристику. На собрании Русского генеалогического общества 27 марта 1899 г. князь М.С. Путятин сделал специальный доклад о геральдической рукописи А. Т. Князева, признав его «уникумом» и предложив сделать с него копии, и в декабре того же года общество просило о доставлении рукописи в Санкт-Петербург для копирования.  Основатель научной генеалогии Л.М. Савёлов, негативно оценивавший познавательный потенциал русских гербов в целом и "Общего гербовника дворянских родов" в частности, дал восторженную характеристику труду А. Т. Князева, назвав его вслед за историками А.И. Артемьевым, Ю.В. Арсеньевым  и Н.П. Барсуковым "одной из замечательных рукописей", а "не досужих фантазий чиновников из Департамента герольдии". В. К. Лукомский признал гербовник "выдающимся явлением в истории русской самобытной геральдики и символики". В начале XX века сформировалось окончательное отношение к гербовнику, как к одному из основных источников для изучения родовой геральдики России. На протяжении последующих десятилетий он неизменно упоминался в справочных изданиях и учебных пособиях.
Труд А.Т. Князева уникален. Собранные в нём изображения привязаны к определенным людям (печатям), поэтому гербовник имеет три системы: дата рукописи, период отраженного геральдического пространства и время сфрагистического материала. Памятник отразил развитие родовой геральдики на протяжении целого столетия с 1680-х до 1780-х гг. В него вошли также иностранные гербы, сложившиеся ранее конца XVII века. Печати, собранные А.Т. Князевым, датируются по годам жизни владельцев и полученных ими орденов, а также фиксации в жалованных грамотах и иногда по вступлении в брачные союзы (для брачных гербов). Эта хронология охватывает преимущественно 1750-1770-е гг. Сравнение печатей из труда А.Т. Князева  с выявленными в материалах Московского дворянского собрания изображениями 1780-1790-х  годов показывают высокую степень их идентичности.
Гербовник содержит три группы символов: 1) официальные - заимствованные из дипломов; 2) варианты, которые в измененном виде были занесены в ОГДР;  3) не признанные властью или 106 изображений, которые полностью не совпадают с утвержденными гербами и 70 гербов не признанных русским правительством. Гербы № 2 и 3, отражающие самобытное творчество дворян,  представляют наибольшую познавательную и практическую ценность труда. Из 337 родов представленных в гербовнике имели титулы: 25 - княжеский; 17 - графский; 2 - баронский; остальные 332 семьи нетитулованного дворянства. В рукописи представлены 8 печатей такой специфических для русской геральдики группы, как лейб-кампанские гербы. Все их владельцы принадлежали к древним служилым родам и не получили дворянство за участие в дворцовом перевороте 1741 г., за исключением И.П. Богомолова, происходившего из крестьян.
А.Т. Князев, по принадлежности, выделял три вида гербов: индивидуальные-; семейные; родовые Наряду с мужскими именами в труде зафиксировано 25 печатей, которыми владели женщины и 5 брачных гербов (щиты мужа и жены в одном гербе).  Девизы отмечались в 32 печатях, принадлежавшим 29 родам, из них 20 приводились на латинском языке и в 7 случаях приводились девизы орденов. Большинство девизов в ОГДР не вошло. Зафиксировано 76 случаев употребления польских эмблем и 18 эмблем Германии, Швеции и иных государств. Награды в печатях отмечались в 71 случае. В 63 гербах  отмечены княжеские атрибуты у родов, официально не имеющих на них право  в год выпуска гербовника: Богдановы, Бойе, Брянчаниновы, Бутурлины, Владыкины, Воейковы, Вырубовы, Даниловы (цветная иллюстрация), Дьяконовы, Давыдовы (не князья), бароны Дельвиги, Дурасовы, Еропкины, Загоскины, Зиновьевы, Зоричи, Золотухины, Зубовы, Измайловы, Исленьевы, Кириевские, Кормилицыны, Коробановы (цветная иллюстрация), Крекшины, Кромины, Левашовы, Лодыженские, Молчановы, Мусины-Пушкины, Мясоедовы, Мятлевы (цветная иллюстрация), Нарышкины, Наумовы, Недобровы (Недоброво), Пассеки, Плюсковы, графы Подгоричани, Пасевы, Похвисневы, Протасовы, Ржевские, Салтыковы, Сверчковы, Свечины, Свешниковы, Симоновы, Сомовы, Спиридоновы, Ступишины, Татищевы, Тимирязевы,  Титовы, Трушечниковы, Хвостовы, Хирины, Хлоповы, Цыплетевы, Чеботарёвы, Челищевы, Чемесовы, Чириковы, Шишкины, Языковы.
В гербовнике имеются восемь изображений гербов с двумя и более шлемами над щитами: Бойе, графы Брюсы, Голенищевы-Кутузовы-Толстые, Масловы (цветная иллюстрация), Нащокины, Римские-Корсаковы, графы Скавронские, Шишкины, причём имеющие право на несколько шлемов бароны Дельвиги и Корфы имели в гербе по одному шлему.
В Гербовник помещены копии с 17-ти поколенных росписей, поданных в Родословную палату, из числа коих 10 не вошли в Бархатную книгу, а именно: князей Нерыцких, дворян Бестужевых, Вышеславцевых, Великогагиных, Водорацких, Карбышевых, Григоровых, Винковых, Карауловых и Спасителевых.
Том состоит из 77 листов, 144 страниц размером 26х35 см. Содержит 533 герба дворянских родов и архиереев Киево-Печерской лавры, в частности архимандрита с 1762 года Зосима Валькевича (1762-1786).
Издавался в печати с дополнениями в 1912 г. (400 экземпляров) и 2008 г. (1000 экземпляров). Между двумя изданиями существует разница, в том, что книга выпуска 2008 года содержит адаптированный текст к современному русскому языку и добавлены рецензии по гербам доктора исторических наук, профессора О.Н. Наумова, выделенные в книге курсивом.

## Список родов
- Агибаловы (Огибаловы)
- Альбедиль
- Андреевские
- Аничковы
- Анненковы
- Апраксины
- Апухтины
- Арбеневы
- Арсеньевы
- Аршеневские
- Бабичевы, князья
- Бакеевы
- Бакунины
- Бантыш-Каменские
- Барыковы
- Барятинские, князья
- Басины
- Баташевы
- Бауэры
- Бахметевы
- Белавины
- Беликовы
- Березины
- Бестужевы
- Бестужевы-Рюмины, графы
- Бибиковы
- Боборыкины
- Бобрищевы-Пушкины
- Богдановы
- Богомоловы[8]
- Бойе
- Болкошины
- Бологовские
- Болховские, князья
- Бредихины
- Брюсы, графы
- Брянчаниновы
- Будановы
- Бунины
- Бурцовы
- Бутурлины
- Вадковские
- Ваксели
- Васильевы
- Васильчиковы
- Васьковы
- Вейсфельды, фон[9]
- Веневитиновы
- Вердеревские
- Вершины
- Вечесловы
- Виниусы
- Витовтовы
- Вишневские
- Владыкины
- Власовы
- Воейковы
- Волковы
- Волконские, князья
- Волчковы
- Волынские
- Воронцовы
- Всеволожские
- Вырубовы
- Высоцкие
- Вяземские, князья
- Гагарины, князья
- Гаки[10]
- Гауптфогели
- Гендриковы, графы
- Глебовы
- Гневашевы
- Гогель
- Голицыны, князья
- Головцыны
- Голофеевы[11]
- Голохвастовы
- Гончаровы
- Григоровы
- Григорьевы
- Гринёвы
- Гринковы
- Грузинские, князья
- Грушецкие
- Гурьевы
- Давыдовы, князья
- Давыдовы
- Даниловы
- Дашковы
- Деденевы
- Дельвиги, бароны
- Демидовы
- Державины
- Дивовы
- Дмитриевы-Мамоновы
- Долгово-Сабуровы
- Долгорукие, князья
- Дурасовы
- Дурново (Дурновы)
- Дьяковы
- Дьяконовы
- Евреиновы
- Елагины
- Ельчаниновы
- Енгалычевы, князья
- Ергольские
- Ермоловы
- Еропкины
- Желтухины
- Жеребцовы
- Жилины
- Жуковы
- Завалишины
- Загоскины
- Загряжские
- Запольские
- Зворыкины
- Зиновьевы
- Золотухины
- Зоричи
- Зубовы
- Ивановы
- Ивашевы
- Игнатьевы
- Измайловы
- Ильины
- Исленьевы
- Казимирские
- Калашниковы
- Каменские
- Камынины
- Карбышевы
- Кафтыревы
- Кацаревы
- Кашинцовы
- Кошкины
- Кашталинские
- Киреевские
- Клементьевы
- Князевы
- Кожины
- Козицкие
- Козловы
- Козлятевы
- Кокошкины
- Колдышевские
- Кологривовы
- Колокольцовы
- Коптевы
- Кормилицыны
- Корноуховы
- Коробановы
- Корольковы
- Корфы, бароны
- Корчевские
- Костюрины
- Кошелевы
- Кретины
- Кретовы
- Кречетниковы
- Кромины
- Крюковы
- Кудрявцевы
- Куракины, князья
- Курбатовы
- Курочкины
- Кутузовы
- Лавровы
- Лазаревы
- Ларионовы
- Лачиновы
- Левашовы
- Леонтьевы
- Лермонтовы
- Липгарды, фон (Липгарты ?)
- Лихаревы
- Лихонины
- Лобановы-Ростовские, князья
- Лодыженские
- Лунины
- Лутовиновы
- Лыкошины
- Львовы (князья)
- Львовы
- Ляпуновы
- Майковы
- Малышкины
- Мартыновы
- Матовы
- Межаниновы
- Мельгуновы
- Менгдены, фон
- Мерлины
- Мещерские, князья
- Миллеры
- Милославские
- Михайловы
- Михельсоны
- Мневские
- Моисеевы
- Молчановы
- Мордвиновы
- Мосоловы
- Муравьёвы
- Муромцевы
- Мусины-Пушкины
- Мясново (Мясновы)
- Мясоедовы
- Мятлевы
- Назимовы
- Нарбековы
- Нарышкины
- Наумовы
- Нащокины
- Недоброво (Недобровы)[12]
- Нееловы
- Нейманы
- Нелединские
- Нелединские-Мелецкие
- Нелидовы
- Непенины
- Нечаевы
- Николевы
- Новиковы
- Новосильцевы
- Норовы
- Овцыны
- Огарковы
- Оголины
- Одоевские, князья
- Олешевы
- Олсуфьевы
- Опочинины
- Орловы, графы
- Остерманы, графы
- Отрошкевичи
- Павловы
- Панафидины
- Панины, графы
- Пассеки
- Пашковы
- Перхуровы
- Пестели
- Писемские
- Племянниковы
- Плохово (Плоховы)
- Плюсковы
- Подгоричани, графы
- Поливановы
- Полозовы
- Полторацкие
- Посевьевы
- Потаповы
- Потёмкины
- Похвисневы
- Приклонские
- Прозоровские, князья
- Прокудины
- Протасовы
- Протасьевы
- Путятины (князья)
- Пущины
- Раевские
- Разумовские
- Расловлевы
- Рахинские
- Рахманиновы
- Рахмановы
- Резановы
- Репнины, князья
- Рехенберги, фон
- Ржевские
- Риддеры, фон
- Римские-Корсаковы
- Рожновы
- Розвариновы
- Рознатовские
- Рубановские[13]
- Рудины
- Румянцевы, графы
- Саблуковы
- Сабуровы
- Салтыковы
- Самарины
- Самойловы
- Сатины
- Сверчковы
- Свечины
- Свешниковы
- Свистуновы
- Сибилевы
- Сиверсы, графы
- Симоновы
- Скавронские, графы
- Скарятины
- Скобельцыны
- Скорняковы-Писаревы
- Скрыплевы
- Скуратовы
- Соймоновы
- Сомовы
- Спиридовы
- Стремоуховы
- Строгановы, бароны
- Ступишины
- Сулимы
- Сумароковы
- Сушковы
- Талызины
- Татариновы
- Татищевы
- Телегины
- Тепловы
- Тимирязевы
- Тиньковы
- Титовы
- Толстые
- Томилины
- Торгели
- Торсуковы
- Трегубовы
- Трубецкие, князья
- Трушечниковы
- Турчаниновы
- Тутолмины
- Тыртовы
- Ульрихи,фон
- Ухтомские, князья
- Ушаковы
- Фёдоровы
- Фонвизины (фон Визин)
- Фроловы-Багреевы
- Хвостовы
- Хвощинские
- Херасковы
- Хирины
- Хитрово (Хитровы)
- Хлоповы
- Хомяковы
- Хопылевы
- Хорваты
- Храповицкие
- Хрущёвы
- Цициановы, князья
- Цуриковы
- Цызыревы
- Цыплетевы
- Чаплины
- Чеботарёвы
- Челищевы
- Чемесовы
- Черносвитовы
- Чернышёвы, графы
- Чириковы
- Чичерины
- Чуровские
- Шапизы
- Шатиловы
- Шванвичи
- Шелешпанские, князья
- Шепелевы
- Шереметевы, графы
- Шиловские
- Шишкины
- Шкурины
- Шуваловы
- Шуриновы
- Щербатовы, князья
- Щербачёвы
- Щербинины
- Эверлаковы (Еверлаковы)
- Эки
- Юрьевы
- Юсуповы, князья
- Юшковы
- Яблонские
- Языковы
- Якоби
- Яковлевы